# Roberto Pasotti
Giuseppe (fra' Roberto) Pasotti (Bellinzona, 13 settembre 1933) è un pittore svizzero.

## Le opere
- Lugano, Casa di riposo Ca' Rezzonico, cappella, vetrate;
- Cademario, Chiesa parrocchiale di Sant'Ambrogio (ex Santa Maria del Popolo), vetrata, 1963;
- Giornico, Cimitero presso la chiesa di San Nicolao, cappelle della Via Crucis, dipinti murali, 1964;
- Canobbio, Chiesa parrocchiale di San Siro, vetrate, 1964; affresco di Sant'Antonio di Padova che predica ai pesci, 1964;
- Campello, Chiesa parrocchiale di Santa Margherita, coro, affresco e vetrate, 1965;
- Lugano-Besso, Clinica Luganese di Moncucco, cappella, vetrate; corridoio d'accesso, vetrata del 1966 della Madonna col Bambino;
- Bigorio, Convento di Santa Maria Assunta, varie opere; cappelle della Via Crucis, graffito, 1966; Oratorio dei Santi Bernardino da Siena e Valentino, affresco e vetrate, 1970;
- Airolo-Fontana, Oratorio di Santa Maria Maddalena, vetrata, 1972;
- Meride, Chiesa parrocchiale di San Rocco, vetrata con la Pentecoste, 1974;
- Avegno, Chiesa parrocchiale dei Santi Luca e Abbondio, coro, affresco dell'Ultima Cena, 1976;
- Bigorio, Convento di Santa Maria Assunta, oli su tela "I manovrieri", 1976; "Censura", 1977;
- Massagno, Chiesa parrocchiale di Santa Lucia, presbiterio, dipinto murale e vetrate, 1977;
- Bedretto, Oratorio di San Sebastiano, affresco dell'Ultima Cena, 1980;
- Bellinzona-Prada, Oratorio di San Girolamo, dipinto murale coi Santi Girolamo e Rocco, 1982;
- Arbedo, chiesa parrocchiale di San Giuseppe, vetrate, 1982;
- All'Acqua, Oratorio di San Carlo Borromeo, affresco e vetrata, 1983;
- Cebbia, Oratorio di San Giovanni Nepomuceno, decorazione pittorica, 1983;
- Bodio, Chiesa parrocchiale di Santo Stefano, vetrata, 1983;
- Carì, Chiesa dei Santi Carlo Borromeo e Lorenzo, vetrate, 1984;
- Prato Leventina, Chiesa parrocchiale di San Giorgio, cappelle della Via Crucis, affreschi, 1985;
- Arbedo, chiesa parrocchiale di San Giuseppe, affreschi delle cappelle della Via Crucis, 1986;
- Avegno, Chiesa parrocchiale dei Santi Luca e Abbondio, vetrate, 1986;
- Brissago, Palazzina settecentesca, facciata, affresco della Madonna col Bambino, 1987;
- Caneggio, Chiesa parrocchiale di Santa Maria Assunta, vetrate, 1988;
- Cureglia, Chiesa parrocchiale di San Cristoforo, abside, tempera murale dell'Ultima Cena, 1989;
- Vacallo, Chiesa parrocchiale dei Santi Simone e Giuda Taddeo, vetrate, 1989;
- Colla, Chiesa parrocchiale dei Santi Pietro e Paolo, vetrata, 1991;
- Contone, Chiesa parrocchiale di San Giovanni Battista, vetrate, 1992;
- Locarno, Chiesa della Sacra Famiglia, dipinto murale del Cristo crocifisso e vetrate, 1992;
- Gudo, Chiesa parrocchiale di San Lorenzo, cappella battesimale, pannello dipinto; in facciata, vetrata, 1993;
- Cadenazzo, Chiesa parrocchiale di San Pietro, cappella battesimale, grande trittico murale, 1994;
- Banco, Chiesa di Santa Maria Assunta, coro degli uomini, vetrata 1994;
- Pregassona, Chiesa di San Giovanni Battista e Massimiliano Kolbe, vetrate, 1995;
- Canobbio, Chiesa parrocchiale di San Siro, facciata, affresco di San Siro, 1995;
- Avegno, Chiesa parrocchiale dei Santi Luca e Abbondio, vetrate, 1996;
- Faido, Chiesa prepositurale di Sant'Andrea, vetrate, 1996;
- Caviano, Chiesa parrocchiale di Santa Maria Nascente, arredo liturgico e vetrata, 1997;
- Bogno, Chiesa parrocchiale di San Rocco, vetrata, 1997;
- Avegno, Chiesa parrocchiale dei Santi Luca e Abbondio, vetrate, 1998;
- Maggia, Chiesa parrocchiale di San Maurizio, cappella battesimale, vetrate, 1998;
- Porza, Cimitero, cappella mortuaria, vetrata, 1999;
- Brissago-Sacro Monte, cappelle della Via Crucis, tavole dipinte, 2000;
- Brè-Aldesago, presente con un'opera nel Percorso artistico del nucleo di Brè sopra Lugano, vedi in Collegamenti esterni, 2001;
- Morbio Inferiore, Santuario di Santa Maria dei Miracoli, cappella battesimale, fondale decorato, 2001;
- Mendrisio, Chiesa del Centro Presenza Sud, vetrata dell'Eucaristia, 2004;
- Bodio, Chiesa parrocchiale di Santo Stefano, mosaico con il Santo patrono, 2005;
- Canobbio, Ristorante Hostaria del Pozzo, Piazza Colombaro 6, affreschi.